# Hydatophylax infumatus
Hydatophylax infumatus là một loài Trichoptera trong họ Limnephilidae. Chúng phân bố ở miền Cổ bắc.